# Fārūj (kommunhuvudort i Iran)
Fārūj (persiska: فاروج) är en kommunhuvudort i Iran.   Den ligger i provinsen Nordkhorasan, i den nordöstra delen av landet, 600 km öster om huvudstaden Teheran. Fārūj ligger 1 183 meter över havet och antalet invånare är 10 039.
Terrängen runt Fārūj är platt.Runt Fārūj är det ganska glesbefolkat, med 38 invånare per kvadratkilometer. Fārūj är det största samhället i trakten. Trakten runt Fārūj består till största delen av jordbruksmark.